# Berryz工房コンサートツアー2013春 〜Berryzマンション入居者募集中!〜
『Berryz工房コンサートツアー2013春 〜Berryzマンション入居者募集中!〜』（ベリーズこうぼうコンサートツアーにせんじゅうさんはる 〜ベリーズマンションにゅうきょしゃぼしゅうちゅう!〜）は2013年2月16日から4月29日まで開催されたBerryz工房のコンサートツアーである。DVD・Blu-rayともに2013年8月7日に発売された。発売元はピッコロタウン。

## 出演
- Berryz工房（清水佐紀・嗣永桃子・徳永千奈美・須藤茉麻・夏焼雅・熊井友理奈・菅谷梨沙子）
  - バックダンサー：ハロプロ研修生（浜浦彩乃、田口夏実、小川麗奈）
  - オープニングアクト：Juice=Juice（4月7日）

## 日程
全会場1日2公演。
- 2月16日・17日：神奈川・ハーモニーホール座間大ホール
- 2月24日：神奈川・よこすか芸術劇場
- 3月9日：バンコク・Siam Pavalai Royal Grand Theater 『Berryz Kobo Concert Tour 2013 Spring in Bangkok』
- 3月16日・17日：大阪・森ノ宮ピロティホール
- 4月7日：東京・渋谷公会堂

追加日程
- 4月21日：大阪・NHK大阪ホール
- 4月27日：愛知・名古屋市公会堂
- 4月29日：東京・中野サンプラザ

## DVD/Blu-ray
『Berryz工房コンサートツアー2013春 〜Berryzマンション入居者募集中!〜』（DVD・Blu-ray：2013年8月7日）
2013年4月29日に中野サンプラザにて行われたコンサートツアー千秋楽夜公演の模様を収録。
1. OPENING
2. アジアン セレブレイション
3. あなたなしでは生きてゆけない
4. MC1
5. すっちゃかめっちゃか～
6. Mythology〜愛のアルバム〜
7. シャイニング パワー
8. Loving you Too much[注釈 1]
9. なんだかんだで良い感じ!（歌：徳永千奈美・須藤茉麻）
10. MC2【徳永・須藤トーク】
11. 愛のスキスキ指数 上昇中（歌：嗣永桃子）[注釈 2]
12. 安心感（歌：熊井友理奈）
13. あいたいけど…（歌：徳永千奈美）
14. Shy boy（歌：菅谷梨沙子）
15. MC3【管理人ももちとBerryzマンション住人の会話】
16. 思い出
17. WANT!
18. 男前（歌：嗣永桃子・熊井友理奈）
19. 恋 いとしき季節（歌：清水佐紀・夏焼雅・菅谷梨沙子）
20. 大人にはなりたくない 早く大人になりたい
21. まっすぐな私
22. 『熊井ンポッシブル』[注釈 3]
23. MC4【研修生の自己紹介】
24. なんちゅう恋をやってるぅ YOU KNOW?（歌：浜浦彩乃・田口夏実・小川麗奈）
25. メドレー（ジリリ キテル→
26. 胸さわぎスカーレット→
27. 流星ボーイ→
28. 恋の呪縛→
29. 愛の弾丸→
30. ヒロインになろうか!→
31. ライバル→
32. 本気ボンバー!!）
33. かっちょ良い歌
34. 一丁目ロック!
35. 友情 純情 oh 青春
36. ENCORE：ゴールデン チャイナタウン[注釈 4]
37. ENCORE：MC5
38. ENCORE：cha cha SING
39. ENDING

特典映像
※昼公演より
1. 真っ白いあの雲（歌：夏焼雅）
2. スプリンター!（歌：清水佐紀）
3. さぼり（歌：須藤茉麻）
4. 昼公演MC集